# Section de la musique de la Bibliothèque royale de Belgique
La section de la musique de la Bibliothèque royale de Belgique est un département spécialisé de la Bibliothèque royale de Belgique à Bruxelles.

## Historique
Riche d’un patrimoine musical exceptionnel, la section de la Musique est considérée comme l'un des plus importants centres scientifiques conservant et valorisant des documents musicaux en Belgique. Ses collections rassemblent des partitions manuscrites et imprimées, de la correspondance de musiciens et de compositeurs, des ouvrages imprimés, des programmes et des affiches de concerts, des photos et autres documents iconographiques, des archives sonores ainsi que des objets divers (entre autres médailles, bustes et moulages). Bien que l’essentiel du patrimoine musical de la Bibliothèque royale de Belgique soit conservé par la section, certains documents musicaux sont également préservés dans les sections « Manuscrits », « Imprimés anciens et précieux » et « Estampes ».
Au moment de sa création en 1965, la section de la Musique a rassemblé en son sein l’essentiel des 5 000 ouvrages musicaux (imprimés et manuscrits) provenant de la bibliothèque privée du musicologue belge François-Joseph Fétis (1784-1871), acquise par l’institution en 1872. Ce fonds Fétis est une source importante pour l’étude de la musique ancienne, comprenant de nombreux documents prestigieux comme le manuscrit autographe des Pièces pour la luth BWV 995 de Johann Sebastian Bach (1685-1750) . Parmi les sources les plus anciennes regroupées dans cet ensemble, figurent notamment plusieurs traités manuscrits rédigés à la fin du XVe siècle par le théoricien de la musique Johannes Tinctoris.
Dès ses débuts, la section de la Musique s’est étoffée d’une bibliothèque musicale et musicologique de référence unique en Belgique, tout en continuant à faire l’acquisition par dons ou achats de documents majeurs touchant à des personnalités musicales belges telles que André-Ernest-Modeste Grétry (1741-1813), Henry Vieuxtemps (1820-1881), César Franck (1822-1890), Eugène Ysaÿe (1858-1931) et Guillaume Lekeu (1870-1894), mais aussi les Français Charles Koechlin, Albert Roussel et Darius Milhaud, les Hongrois Franz Liszt et Béla Bartók ou encore le Norvégien Edvard Grieg. Plus récemment, l’acquisition des fonds Marc Danval et Eric Mathot a permis d’enrichir le patrimoine de dizaines de milliers de disques et de partitions touchant au jazz et aux musiques de salon et de variétés, tant au niveau belge qu’international. 
Par l’intermédiaire du dépôt légal, la section de la Musique acquiert chaque année un certain nombre d’ouvrages musicologiques et de partitions publiés en Belgique. La section de la Musique joue également un rôle actif au sein de diverses associations internationales, notamment l’Association internationale des bibliothèques, archives et centres de documentation musicaux (International Association of Music Libraries) (IAML), le Répertoire international de la littérature musicale (RILM) et le Répertoire international des sources musicales (RISM).
L’Asbl ‘Archives Béla Bartók de Belgique’ est abritée par la section de la Musique depuis 2002.

## Les principaux fonds

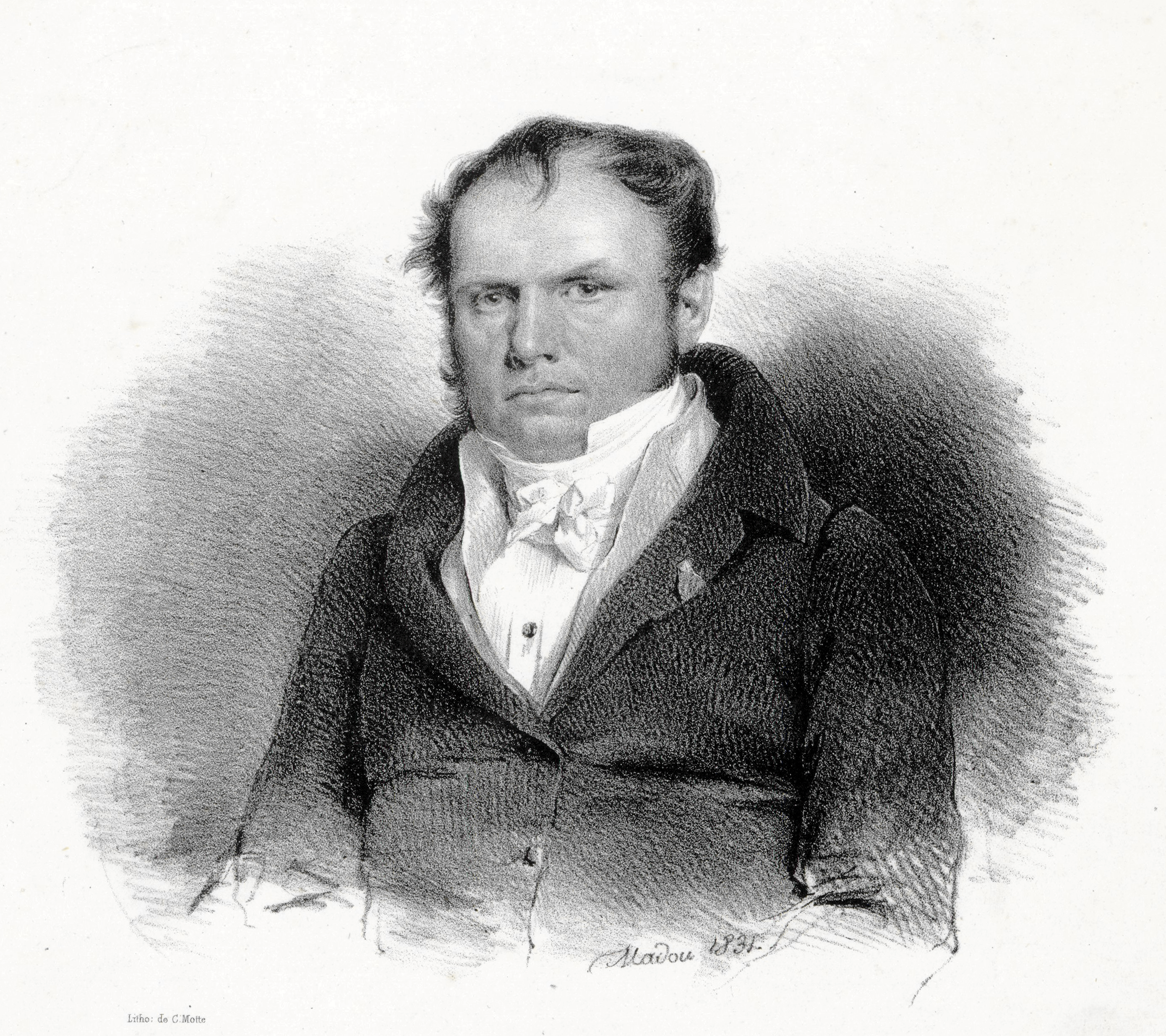
François-Joseph Fétis.

Riche d’une soixantaine de fonds et de collections touchant tant à la musique savante qu’à la musique légère, concernant tant la musique ancienne que la musique contemporaine, la section de la Musique est une source incontournable pour l’étude de l’histoire musicale en Belgique et à l’étranger. Parmi ceux-ci nous pouvons citer quelques exemples représentatifs tels que les fonds et collections François-Joseph Fétis, Eugène Ysaÿe, Henry Vieuxtemps, Marc Danval, Yves Becko, Denijs Dille, Flor Peeters ou encore Edgar Tinel.
(pour plus d'informations sur les fonds)

## Acquisitions récentes (après 2010)

### Légende norvégienne
La partition autographe de Légende norvégienne, œuvre jusqu’alors inconnue d’Eugène Ysaÿe, a rejoint les réserves de la section de la Musique en 2014. Cette composition pour violon et piano a été écrite par le violoniste belge lors d’une tournée effectuée en Norvège au printemps 1882 et au cours de laquelle il rencontra Edvard Grieg. Restée sous forme manuscrite depuis la fin du XIXe siècle, Légende norvégienne a été recréée lors du concert d’ouverture de la saison 2014-2015 « Trésors musicaux de la Bibliothèque royale de Belgique » par le violoniste Marc Bouchkov et le pianiste Georgiy Dubko.

### Le Retour des plaisirs
En décembre 2013, la section de la Musique de la Bibliothèque royale de Belgique a fait l’acquisition du manuscrit de l’opéra de circonstance Le Retour des plaisirs, jusqu'à aujourd'hui le seul manuscrit musical connu d'André Vaillant, musicien actif à Mons et à Valenciennes au début du XVIIIe siècle. Créé le 11 avril 1719 à Mons, ce petit opéra, composé dans la veine de Lully, n’a pas connu d’autre représentation. Le manuscrit a été entièrement transcrit au sein de la section de la Musique afin que des recréations puissent voir le jour, notamment en décembre 2015 à l’occasion de Mons 2015, capitale culturelle européenne, ainsi qu’à Bruxelles, dans le cadre d’un partenariat avec le Conservatoire royal de musique de Mons et sous la direction artistique de Guy van Waas.

### La Fiancée de Messine
En 2011, la fondation Roi Baudouin et son Fonds du Patrimoine ont fait l’acquisition d’un ensemble exceptionnel de 32 manuscrits musicaux du violoniste et compositeur belge Henry Vieuxtemps, tandis que l’année suivante, le Fonds Abbé Manoël de la Serna de cette même fondation achetait le manuscrit autographe de l’unique et pourtant inconnu opéra du compositeur, La Fiancée de Messine d'après la tragédie Die Braut von Messina de Friedrich von Schiller. 
Ces acquisitions successives font de la Bibliothèque royale de Belgique le lieu de conservation le plus riche en sources touchant à ce musicien.

### Fonds Toots Thielemans
Depuis décembre 2016, la section de la Musique de la Bibliothèque royale de Belgique conserve le fonds Toots Thielemans qui rassemble des centaines d’enregistrements sonores (disques 78 tours, vinyles, CD), ainsi que des milliers de documents, tels que des photographies, des coupures de presse, des partitions, des lettres et des programmes de concerts.
(pour plus d'informations)

## Activités
La section de la Musique développe de nombreux projets de valorisation scientifique de ses collections, à destination du grand public et des spécialistes. Depuis 1978, elle organise une série de concerts appelée « Trésors musicaux de la Bibliothèque royale de Belgique », au cours desquels des musiciens font revivre le patrimoine musical de l’institution. Elle accueille aussi des colloques musicologiques internationaux et publie articles et monographies mettant en évidence ses collections. À ce jour, elle a réalisé quatre expositions virtuelles :
- Bartók et Dille
- Mozart à Bruxelles
- Eugène Ysaÿe
- Henry Vieuxtemps

(pour plus d'informations sur les activités)